# Stachys graveolens
Stachys graveolens là một loài thực vật có hoa trong họ Hoa môi. Loài này được Nábelek miêu tả khoa học đầu tiên năm 1926.